# Sarry (Marne)
Sarry je francouzská obec v departementu Marne v regionu Grand Est. V roce 2015 zde žilo 2 063 obyvatel.

## Poloha obce
Sousední obce jsou: Compertrix, Coolus, Courtisols, Écury-sur-Coole, Châlons-en-Champagne, Moncetz-Longevas, Saint-Memmie a Sogny-aux-Moulins.

## Vývoj počtu obyvatel
Počet obyvatel